# Antônio Silva
Antônio Silva (ur. 14 września 1979 w Brasílii) – brazylijski zawodnik mieszanych sztuk walki (MMA). W swojej karierze walczył dla wielu czołowych federacji m.in. Cage Warriors, Cage Rage Championships, Strikeforce czy Ultimate Fighting Championship. Mistrz organizacji Cage Rage (2005–2008) oraz EliteXC (2008) w wadze ciężkiej (do 120 kg).

## Życiorys i życie prywatne
Przygodę ze sportami walki rozpoczął w wieku 4 lat od karate, a swój czarny pas otrzymał w wieku 12 lat. Po 14 latach treningu karate Silva przeszedł na brazylijskie jiu-jitsu i judo w wieku 17 lat.
Pod koniec 2020 roku Silva adoptował braci bliźniaków w swojej rodzinnej Brazylii.

## Kariera MMA

### Wczesna kariera
Zawodową karierę w MMA rozpoczął w 2005 roku w Wielkiej Brytanii. W tym samym roku zdobył mistrzostwa organizacji Cage Rage w wadze ciężkiej oraz mniej znaczącej Cage Warriors w wadze superciężkiej. W 2006 roku stoczył dwa wygrane pojedynki w Japonii, w organizacji Hero’s. W swojej ósmej walce doznał pierwszej porażki w karierze, gdy przegrał w grudniu 2006 roku w Vancouver przez techniczny nokaut z Amerykaninem Erikiem Pele.
W 2007 roku podpisał kontrakt z nowo powstałą amerykańską organizacją EliteXC. Po wygraniu trzech walk z rzędu dostał szansę walki o pierwsze mistrzostwo EliteXC w wadze ciężkiej przeciwko Justinowi Eilersowi. 26 lipca 2008 roku (gala EliteXC: Unfinished Business) pokonał Amerykanina przez techniczny nokaut w 2. rundzie, zdobywając tytuł. Przeprowadzone po walce testy antydopingowe wykryły w organizmie Silvy steryd anaboliczny boldenon. W konsekwencji California State Athletic Commission ukarała go grzywną oraz rocznym zawieszeniem. Mimo nieprzyznania się do winy i wniesienia apelacji kara została podtrzymana.
Nie mogąc walczyć w USA, Silva podpisał kontrakt z japońską organizacją World Victory Road i stoczył w 2009 roku dwie zwycięskie walki w Japonii.

### Strikeforce
W listopadzie 2009 roku zadebiutował w amerykańskiej organizacji Strikeforce, gdy przegrał przez jednogłośną decyzję z rodakiem Fabricio Werdumem. W 2010 roku stoczył dwie walki, obie wygrane − przeciwko Andrejowi Arłouskiemu i Mike’owi Kyle’owi.
W styczniu 2011 roku ogłoszono, że Silva wystąpi w 8-osobowym turnieju Strikeforce w wadze ciężkiej. W rozegranym 12 lutego ćwierćfinale zmierzył się z byłym mistrzem PRIDE FC, Fiodorem Jemieljanienko. Pokonał go przez techniczny nokaut, gdy w przerwie między drugą a trzecią rundą lekarz orzekł o niezdolności Rosjanina do dalszej walki z powodu opuchlizny oka. Po pierwszej wyrównanej rundzie, w drugiej Brazylijczyk zdołał osiągnąć całkowitą dominację w parterze, dosiadając rywala oraz próbując zakończyć starcie ciosami pięściami, a także duszeniami i dźwignią na kolano. W rozegranym 10 września półfinale Silva starł się z Danielem Cormierem. Amerykański eks-zapaśnik wyeliminował Brazylijczyka z turnieju, nokautując go w 1. rundzie.

### UFC
W styczniu 2012 roku Silva podpisał kontrakt z największą światową organizacją MMA, Ultimate Fighting Championship. W swoim debiucie przegrał z byłym mistrzem UFC Cainem Velasquezem przez TKO w 1. rundzie. 5 października (UFC on FX 5) wygrał swoją pierwszą walkę w UFC, pokonując przez TKO w 1. rundzie Travisa Browna.
Po zwycięstwie nad Holendrem Alistairem Overeemem, którego 2 lutego 2013 na UFC 156 znokautował w 3. rundzie, otrzymał szansę walki o mistrzostwo UFC wagi ciężkiej z ówczesnym mistrzem Cainem Velasquezem (23 maja 2013), jednak nie wykorzystał danej mu szansy i szybko uległ przez TKO w 1. rundzie.
W latach 2013–2016, na sześć stoczonych pojedynków zdołał wygrać zaledwie jeden (Soą Paleleiem) oraz zanotował remis z Markiem Huntem po którym został zawieszony za podwyższony testosteron na dziewięć miesięcy. Przegrywał przez ciężkie nokauty z czołówką wagi ciężkiej Andrejem Arłouskim, Frankiem Mirem, w rewanżu z Huntem oraz Stefanem Struve.

### Kariera po zwolnieniu z UFC
Po zwolnieniu z UFC, walczył z Iwanem Sztyrkowem w Rosji 18 listopada 2016 roku. Przegrał walkę jednogłośną decyzją.
Następnie 2 czerwca 2017 zmierzył się z Witalijem Minakowem na gali Fight Nights Global 68. Przegrał walkę przez nokaut w drugiej rundzie.
28 lipca 2020 ogłoszono, że Silva podpisał kontrakt z Taura MMA. Oczekiwano, że zadebiutuje 30 października 2020 na gali Taura MMA 11 przeciwko Brettowi Martinowi, jednak walka została odwołana na tydzień przed galą.
Następnie podpisał kontrakt z Arena Fighting Championship i oczekiwano, że zmierzy się 12 grudnia 2020 na AFC 2 z Chrisem Barnettem, jednak wydarzenie to zostało przełożone z powodu wielu przypadków COVID-19.
Powrócił do MMA 13 czerwca 2021, mierząc się przeciwko Quentinowi Domingosowi na Megdan Fighting 9. Przegrał walkę przez TKO w drugiej rundzie.
Następnie miał zawalczyć na Gamebred FC 2 przeciwko Alexowi Nicholsonowi 11 września 2021 roku, ale jego dotychczasowy kontrakt z Eagle Fighting Championship uniemożliwił mu rywalizację w tym wydarzeniu i został zastąpiony przez Jonathana Iveya.

## Kariera w kick-boxingu
W sierpniu 2017 podpisał kontrakt z Glory. Zadebiutował przeciwko Rico Verhoevenowi na Glory 46 w dniu 14 października 2017 w Guangzhou w Chinach. Po tym, jak został zdominowany przez prawdopodobnie nr 1 w kickboxingu wagi ciężkiej tamtych czasów, został znokautowany uderzeniem głową w drugiej rundzie. Sędzia przerwał walkę niecałą minutę później, oficjalnie ogłaszając wygraną przez TKO dla Verhoevena.
Silva wyzwał do walki Grega Tony’ego o tytuł World Kickboxing Network w wadze super ciężkiej podczas ostatniego dnia WKN World Cup 2019 w dniu 30 listopada 2019 r. w Auckland w Nowej Zelandii. Walka została odwołana z powodu wycofania Silvy, który nie został oczyszczony medycznie po porażce przez nokaut w swojej poprzedniej walce.

## Boks na gołe pięści
16 sierpnia 2019 r. ogłoszono, że podpisał kontrakt z Mistrzostwami Walki Bare Knuckle. Następnie, 28 sierpnia 2019 r., ogłoszono, że zadebiutuje jako gwiazda BKFC 8 w starciu z innym weteranem UFC Gabrielem Gonzagą 19 października 2019 r. Przegrał walkę przez nokaut w drugiej rundzie.

## Osiągnięcia

### Mieszane sztuki walki
- 2005: Mistrz Świata Cage Rage w wadze ciężkiej
- 2005−2006: Mistrz Cage Warriors w wadze superciężkiej
- 2008: Mistrz EliteXC w wadze ciężkiej
- 2011: Strikeforce Heavyweight Grand Prix – półfinalista turnieju wagi ciężkiej

## Problemy zdrowotne
Silva cierpi na akromegalię, przejawiającą się nienaturalną wielkością kończyn i części twarzy. W 2007 roku przeszedł w USA udaną operację usunięcia guza przysadki mózgowej, który powodował nadmierną produkcję hormonu wzrostu.